# Supermassive Games
Supermassive Games — британський розробник відеоігор, зі штаб-квартирою у Гілфорді (графство Суррей, Південно-Східній Англії). Здобула популярність після виходу «Until Dawn» 2015 року, котра була позитивно сприйнята шанувальниками.
Надалі Supermassive Games співпрацювала з Bandai Namco Entertainment: задля створення серіалу-антології під назвою «Anthology The Dark Pictures» з прем'єрою у вигляді «The Dark Pictures Anthology: Man of Medan (Темні картини: Людина Медана)», яка вийшла в серпні 2019 року.
На відміну від попередніх ігор Supermassive Games, всі з яких, окрім двох, були доступні виключно на платформах Sony, усі ігри із серії «Dark Pictures (Темні картини)» будуть доступні на Microsoft Windows і Xbox One, а також PlayStation 4.
Супер масивні плани випускати нову серію ігри «Темних картинах» Антології кожні 6 місяців, із загальною кількістю 8 ігор у серії, хоча можна буде додати ще більше, якщо серія досягне успіху в продажах.

## Відеоігри
| Рік  | Гра                                               | Платформа                                                              |
| ---- | ------------------------------------------------- | ---------------------------------------------------------------------- |
| 2009 | LittleBigPlanet (брала участь у розробці)         | PlayStation 3                                                          |
| 2010 | Big Match Striker                                 | Microsoft Windows                                                      |
| 2010 | Tumble                                            | PlayStation 3                                                          |
| 2010 | Start the Party!                                  | PlayStation 3                                                          |
| 2010 | Sackboy's Prehistoric Moves                       | PlayStation 3                                                          |
| 2011 | Start the Party! Save the World                   | PlayStation 3                                                          |
| 2012 | LittleBigPlanet 2 (брала участь у розробці)       | PlayStation 3                                                          |
| 2012 | Doctor Who: The Eternity Clock                    | PlayStation 3, Microsoft Windows, PlayStation Vita                     |
| 2012 | Killzone HD                                       | PlayStation 3                                                          |
| 2013 | LittleBigPlanet PS Vita (брала участь у розробці) | PlayStation Vita                                                       |
| 2013 | Walking with Dinosaurs                            | PlayStation 3                                                          |
| 2015 | Until Dawn                                        | PlayStation 4                                                          |
| 2016 | Until Dawn: Rush of Blood                         | PlayStation VR                                                         |
| 2017 | Hidden Agenda                                     | PlayStation 4                                                          |
| 2017 | The Inpatient                                     | PlayStation 4                                                          |
| 2019 | The Dark Pictures Anthology: Man of Medan         | PlayStation 4, Xbox One, Microsoft Windows                             |
| 2020 | The Dark Pictures Anthology: Little Hope          | PlayStation 4, Xbox One, Microsoft Windows                             |
| 2021 | The Dark Pictures Anthology: House of Ashes       | PlayStation 4, PlayStation 5, Xbox One, Xbox Series, Microsoft Windows |
| 2022 | The Quarry                                        | PlayStation 4, PlayStation 5, Xbox One, Xbox Series, Microsoft Windows |
| 2022 | The Dark Pictures Anthology: The Devil in Me      | PlayStation 4, PlayStation 5, Xbox One, Xbox Series, Microsoft Windows |
| 2025 | Directive 8020                                    | PlayStation 5, Xbox Series, Microsoft Windows                          |